# Comté de Loano
 (mai 2019).
Si vous disposez d'ouvrages ou d'articles de référence ou si vous connaissez des sites web de qualité traitant du thème abordé ici, merci de compléter l'article en donnant les références utiles à sa vérifiabilité et en les liant à la section « Notes et références ».

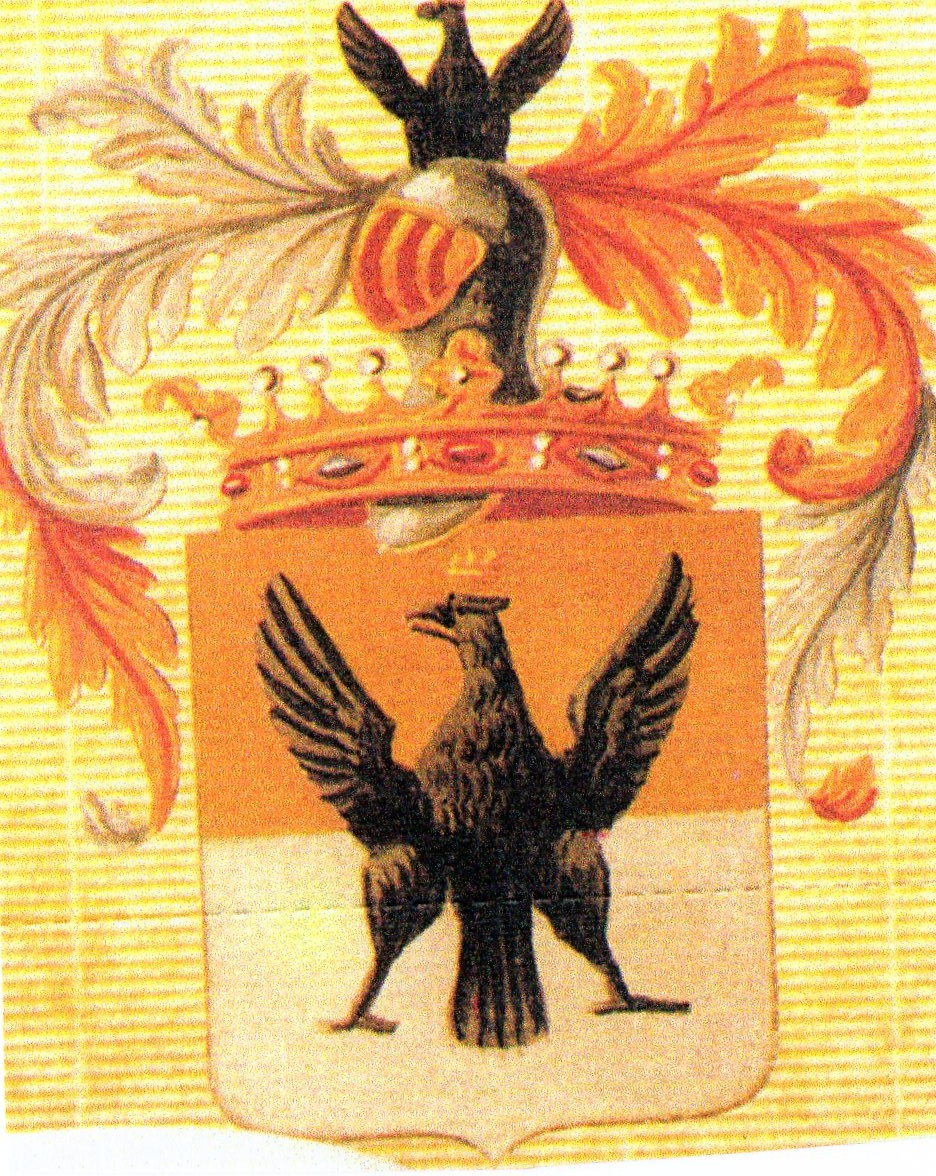
Armoiries du Comté de Loano

Le comté de Loano (en italien, contea di Loano) est un petit État, gouverné par la famille Doria (seigneurie de 1255 à 1505, comté de 1547 à 1770), avec l’intermède des Fieschi (1505-1547). Ce fief impérial du Saint-Empire romain germanique, puis du royaume de Sardaigne (1720-1861), comprenait Loano et les terres adjacentes. C’était une enclave au sein de la république de Gênes, proche du marquisat de Finale.
La paix de La Haye en 1720 attribue la propriété des fiefs impériaux ligures par décision de l’empereur Charles VI de Habsbourg au nouveau roi Victor-Amédée II, ce qui fut acté en 1736 pour Loano. Le roi sarde laisse cependant le fief à Giovanni Andrea III Doria. Son petit-fils, Andrea III, cède définitivement le fief en 1770.
L'ancien comté fut le théâtre de la bataille de Loano en 1795 entre d'un côté la Première République française et de l'autre le Saint-Empire et le royaume de Sardaigne, remportée par la France.